# Церковь Святого Петра (Истад)
Церковь святого Петра — приходская церковь шведской евангелическо-лютеранской церкви в городе Истад, лен Сконе, Королевство Швеция.
Церковь святого Петра была основана в 1267 году как церковь францисканского монастыря — одного из самых первых в Швеции. Сохранившаяся до настоящего времени надпись сообщает, что основателями монастыря были рыцарь Хольмгер и его жена Катарина. Это единственное монастырское здание, сохранившееся до наших дней.
В XIV веке церковь была расширена, возведена колокольня. Гербы на стенах церковного зала говорят о том, что финансовую поддержку строительства церкви осуществляли местные дворяне. В конце XV века фасад церкви приобрёл современный вид.

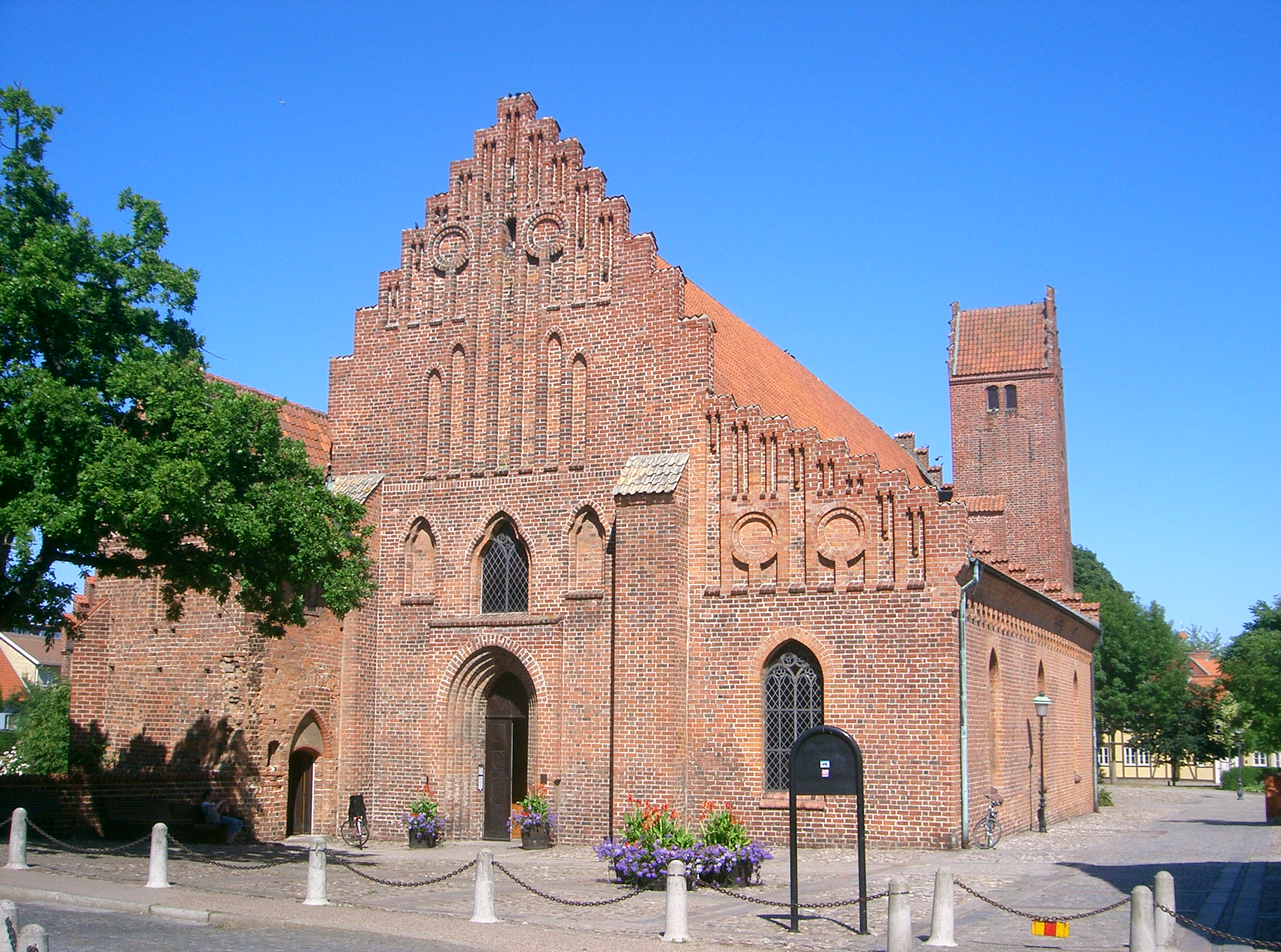

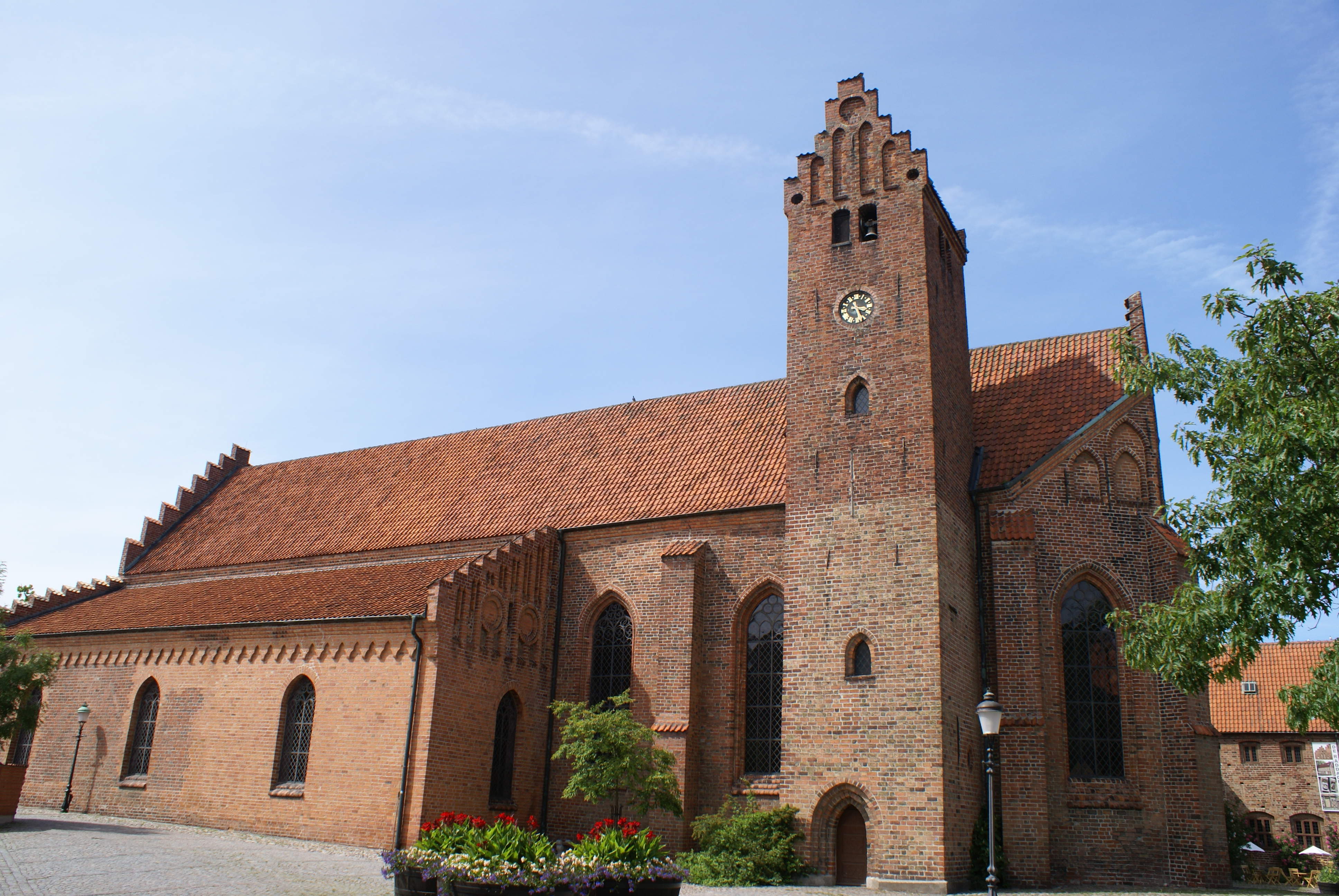

В 1532 году, вскоре после прихода в Швецию протестантства, монахи-францисканцы оказались в опале и были изгнаны из города; монастырь был закрыт. В 1600 году были разрушены северное и западное крыло монастыря, долгое время монастырь стоял в руинах. Лишь в 1777 году в заброшенных зданиях была устроена больница, потом пивоваренный завод и мучной склад. Тогда же церковь святого Петра восстановили и сделали приходской церковью.
Лишь в начале XX века монастырские помещения были восстановлены, сейчас в них располагается городской музей Истада. В музее можно увидеть старинные предметы быта и драгоценности, часть экспозиции посвящена истории монастыря и Францисканского ордена. Большинство древних церковных предметов эпохи францисканцев находится сейчас в Лунде. В церкви сохранилась лишь купель XIV века и порядка 80 надгробных плит XIV—XVIII веков. С 1939 года церковь святого Петра является национальным памятником Швеции.